# الأكاديمية التركية للعلوم
الأكاديمية التركية للعلوم (بالتركية: Türkiye Bilimler Akademisi) (اختصارًا TÜBA) هي جمعية علمية مستقلة تهدف إلى تعزيز الأنشطة العلمية في تركيا. تعد الأكاديمية مستقله ماليا وإداريا على الرغم من أنها مرتبطة بمكتب رئيس الوزراء وتمولها الحكومة إلى حد كبير. يقع مقرها الرئيسي في أنقرة.
إضافة إلى منح الجوائز والزمالات للعلماء المتميزين، تتولى الأكاديمية مسؤولية تحديد مجالات الأولوية العلمية واقتراح السياسات والتغييرات اللازمة في التشريعات للحكومة. يتم تنفيذ وإدارة برامج البحث الفعلية من قبل مجلس البحوث العلمية والتكنولوجية في تركيا.